# Hypocrita speciosa
Hypocrita speciosa är en fjärilsart som beskrevs av Walker 1866. Hypocrita speciosa ingår i släktet Hypocrita och familjen björnspinnare. Inga underarter finns listade i Catalogue of Life.